# 托伊芬巴赫
托伊芬巴赫是奥地利施蒂利亚州穆劳县的一个市镇。总面积3.43平方公里，总人口681人，人口密度198.5人/平方公里（2005年）。